# Kritické vydání
Kritickým vydáním (edicí) textu díla se rozumí vydání díla, zpravidla klasického, jemuž předcházela důkladná textová kritika. Tím se rozumí rekonstrukce a dokumentace textového procesu, tj. všech fází, které proběhly v souvislosti se vznikáním textu díla v rámci dobových souvislostí, za nichž text díla a jeho prameny vznikají a společensky fungují. Toto vydání pak obsahuje původní znění textu doplněné kritickými odbornými poznámkami, případně, jde-li o vědecké vydání textu díla, které co nejpřesněji reprodukuje znění vyšlé naposledy z ruky autorovy jako výraz jeho tvůrčího záměru, je pak doplněné kritickým aparátem (komentářem), který objasňuje a vysvětluje vznik a vývoj textu a uvádí místa, na nichž se jeho jednotlivé redakce nebo znění od sebe liší (tzv. různočtení). Nedílnou součástí vědecké kritiky textu je analýza jeho jazyka, jeho funkce ve výstavbě vlastního sdělení. Tato funkce musí být respektována, zejména při jazykové přípravě textu díla k vydání, jeho úpravě podle pravopisné normy. Kritické vydání vzniká na základě předchozích odborných studií, porovnání rukopisů, dokumentů, dopisů a textů apod. Pořizuje se pro sdělení, která jsou uzavřena: myšlenkově, nejčastěji životem autora, většinou obojím. Nejčastěji se však pořizuje po autorově smrti, nelze ovšem vyloučit kritické vydání textů neuzavřených.

## Dělení
Kritická vydání literárního díla dělíme podle jejich určení na vydání vědecká (vypracováno kritickou metodou a opatřeno podrobným literárněhistorickým i textologickým komentářem – kritickým aparátem) a čtenářská (východiskem je vědecké vydání, pokud neexistuje, pořizuje se touž kritickou metodou, avšak postrádá kritický aparát). Mezi méně používaná vydání dále patří vydání dokumentární (např. první vydání, autorský rukopis, kromě přesného zachycení obsahu díla se snaží o přesné zachycení i jeho vnější podoby), genetické (model postupného vzniku textu díla a jeho vývoj), faksimilované (zejména fotografická reprodukce dokumentárního vydání, co nejpřesnější napodobení originálu, věrná kopie, používá se po rozvoji reprografické techniky) a diplomatické (upravená tiskařská reprodukce dokumentárního vydání - používalo se před rozvojem reprografických technik, např. vpisky a poznámky se napodobují např. jiným typem písma).
Kritická vydání starých a často opisovaných textů (například Bible, spisů Platónových nebo Aristotelových) se opírají o staré rukopisy, zlomky, citace u starých autorů, o staré překlady a podobně. U novověkých autorů, kteří už psali pro tisk, porovnává různá vydání s autorovými rukopisy, poznámkami apod. Kritické vydání je hlavní pomůckou pro důkladnější práci s textem, pro jeho interpretace atd.

## Náležitosti kritického vydání
Kritické vydání je celek, v němž jsou obsaženy všechny dochované fáze textového procesu v podobě textových verzí – jedna publikovaná v edici, další v soupisu různočtení.

### 1. Vydávaný autorský text
Autorský text může být doplněn o kopie původního textu s následným vyznačením původní foliace a paginace. Způsob jejich zápisu je pak vysvětlen v ediční poznámce.

### 2. Komentář
Komentář nemá pevně danou strukturu, respektuje charakter vydávaného textu a nefunguje samostatně, i když je z praktických důvodů v edici fyzicky oddělen od vydávaného textu. V zásadě se vždy skládá z edičních poznámek a různých vysvětlivek.
a) vysvětlivky

Vysvětlivky slouží k objasnění nejasných textových míst (reálií a historických okolností, upozornění na další souvislosti apod.). Řídí se typem vydání: vydání vědecké se soustřeďuje na problémy literárněhistorické nebo politické, vydání čtenářské musí osvětlovat spíše neznámé pojmy, termíny a dobové reálie. Vysvětlivky mohou například odkazovat na verše v Bibli, s poznámkou, jaké elektronické soubory textů byly použity k vyhledávání citátů a jakým způsobem jsou uváděna jména a bibliografické citace.
b) ediční poznámka

Ediční poznámkou se rozumí literárněhistorické a textologické informace o vydávaném textu díla. Tyto informace odůvodňují určení výchozí textu a díla ve svazku (co je navíc proti vydání původnímu), zahrnují bibliografické údaje o zařazovaných dílech, registrují existenci rukopisů, náčrtů, opisů autorských nebo cizích, popisují je a hodnotí, ukazují podnět a prameny vzniku díla, jeho osudy a vývoj, a zásady, podle nichž byl text připravován.
Součástí ediční poznámky je i kritický aparát (komentář), jehož funkcí je komentování textu po stránce jazykové a věcné. Kritický aparát (komentář) sleduje vnitřní i vnější vazby textu díla (jeho spojitost s celkovou autorovou tvorbou), dále musí vyložit z autorovy biografie významové podhoubí, z něhož text díla rostl (podněty osobní, umělecké i společenské), dobovou recepci textu díla, jeho další působení a interpretace. Kritický aparát také obsahuje soupis různočtení, tj. textových znění, která byla registrována v dochovaných textových pramenech vedle znění publikovaného ve vydání (pouze ta místa, v nichž se text relevantně liší, tj. relevantní jsou např. rozdíly pravopisné). Součástí je i celkově kompoziční, jazyková (hláskoslovné a tvaroslovné jevy, slovní vazby, lexikální zvláštnosti), stylistická a pravopisná stránka díla, věcné poznámky (z praktických důvodů zpravidla spojené se soupisem různočtení) a doslov.
V ediční poznámce tedy nalezneme např. vydání, ze kterých bylo čerpáno, a dále pravidla transkripce jako:
- obecné zásady (z jakých zásad vychází ediční úpravy - např. Zásady transkripce českých textů z barokní doby od J. Vintra)
- grafika (Příklad: zdvojená písmena transkribována jedním, některá slova a odvozeniny upraveny podle dnešního pravopisu a další pravopisné odchylky)
- hláskosloví a tvarosloví (Příklad: pravopis i/y podle dnešních pravidel, pokud nedojde k výslovnostní změně, a různé výjimky kolísajících tvarů)
- hranice slov a členění textu (Příklad: definovány zápisy zkratek, číslovek, příslovečných spřežek, interpunkce a hranic vět, členění odstavců, citátů, titulků, tiskových chyb, úpravy podle novočeského pravopisu, příp. podle Pravidel českého pravopisu; foliace a paginace v textu svislou čárkou a marginální číslicí, obrazový doprovod reprodukován v úplnosti).

Dále zde může být definována úprava nepřesných či neúplných citací a pravopisu původního (např. latinského) textu, zachování kolísání souhlásek (aspirát), i/y a dalších slabik, psaní velkých a malých písmen až na výjimky dle pravidel současné češtiny a závěrem poděkování za odborné poradenství, lokalizaci citátů a poskytnutí sekundární literatury. Následný doslov například cituje autorovy články, informuje o poslání edice, autorův životopis, doplněný dopisy a básněmi z jeho tvorby a její krátký popis; a nakonec kupříkladu bibliografické citace a vysvětlivky k doslovu.

### 3. Ostatní
Součástí kritického vydání by měl být i rejstřík a u poezie seznamy básní podle prvního verše (incipitů) se ve vědeckém vydání mají připojovat vždy. Taktéž je vhodné uvést seznam autorových děl a obrazové přílohy, pokud již nejsou uvedeny v autorském textu (většinou se jedná o kopie původního textu).

### Na internetu
- Úvod do textové kritiky – en
- Přehled a porovnání kritických vydání NZ – en
- Vydavatelství VŠCHT Praha [online]. 2009 [cit. 2011-05-06]. Kritické vydání. Dostupné z WWW: <https://web.archive.org/web/20110703013751/http://vydavatelstvi.vscht.cz/knihy/uid_es-005/hesla/kritickE_vydAnI.html>.